# یوسف ساعی
یوسف ساعی، از نویسندگان معاصر ایرانی است که در شهر تبریز متولد شد. تاکنون بیش از ۲۰ اثر از او به چاپ رسیده‌است. محتوای آثار او عمدتاً ارزشهای انسانی و عرفانی را شامل می‌شود.

## آثار
| عنوان کتاب                  | ناشر             | سال انتشار |
| --------------------------- | ---------------- | ---------- |
| لبخند ابدیت                 | -                | ۱۳۷۲       |
| در باغ کامیابی              | انتشارات دانیال  | ۱۳۷۷       |
| تولد یک ستاره               | انتشارات فروزش   | ۱۳۸۰       |
| میلاد ابدیت                 | انتشارات عقیل    | ۱۳۸۲       |
| تبسم عشق                    | انتشارات قلم مهر | ۱۳۸۳       |
| تندیس عشق                   | انتشارات قلم مهر | ۱۳۸۵       |
| پرواز با حباب‌ها             | انتشارات قلم مهر | ۱۳۸۵       |
| معجزه شادی                  | انتشارات قلم مهر | ۱۳۸۵       |
| عشق به رنگ گیلاس            | انتشارات قلم مهر | ۱۳۸۸       |
| مست هستی                    | انتشارات قلم مهر | ۱۳۸۹       |
| معجزه زیبایی                | انتشارات قلم مهر | ۱۳۹۱       |
| رسم هستی                    | انتشارات قلم مهر | ۱۳۹۴       |
| مرز بی‌نهایت                 | انتشارات قلم مهر | ۱۳۹۶       |
| عشق به رنگ گیلاس(نسخه جدید) | انتشارات قلم مهر | ۱۳۹۸       |
| اشک آتش                     | انتشارات قلم مهر | ۱۴۰۰       |
| جذابیت گمشده                | انتشارات قلم مهر | ۱۴۰۱       |
| نفس                         | انتشارات قلم مهر | ۱۴۰۱       |
| لبخند ارغوانی               | انتشارات قلم مهر | ۱۴۰۲       |
| صبح جاودانه                 | انتشارات قلم مهر | ۱۴۰۲       |
| پرواز نارنجی                | انتشارات قلم مهر | ۱۴۰۲       |

یکی از آخرین آثار منتشر شده یوسف ساعی، کتاب رسم هستی می‌باشد که در سال ۲۰۱۵ لوگوی کمیسیون ملی یونسکو را دریافت کرده و توسط انتشارات قلم مهر منتشر شده‌است. به همین تازگی کتاب عشق به رنگ گیلاس نیز از این نویسنده منتشر شده که شامل حس و حال و هوای عمیق و زیباست و مانند آثار این شاعر، مخاطب را از این رو به آن رو خواهد کرد...
کتاب مست هستی از یوسف ساعی در یک سبک خاص و ویژه ادبی نگارش شده‌است. تمامی کلمات این کتاب شامل حرف «س» می‌باشند و در کل متن کتاب از حرف «ش» استفاده نشده است.